# Šest historií prchavého života
Šest historií prchavého života (Fou-šeng liou ťi, v transkripci pinyin Fusheng liuji) je první čínská lyrická autobiografie, kterou napsal čínský spisovatel Šen Fu (1763, Su-čou – po roce 1809). Kniha byla napsána na počátku 19. století, roku 1849 byla nalezena a vydána v roce 1877.
Ve své knize popsal Šen Fu v šesti kapitolách (poslední dvě kapitoly jsou ztraceny) svou pestrou životní dráhu, bohatou na tragické události i na chvíle osobního štěstí, své zážitky z cest, osobní i duchovní pocity a snahu o studium taoismu. Jednotícím prvkem knihy je romantická láska mezi autorem a jeho manželkou a smutek z její smrti, takže dílo je prodchnuto jednotnou citovou atmosférou. Název knihy je převzat z básně Li Poa, „prchavý život je jako sen, kolikrát můžeme najít radost v něm?“.
První kapitola knihy líčí krásné okamžiky autorova mladého manželství, druhá jeho různé umělecké a filozofické snahy, třetí obsahuje vylíčení nemoci a smrti jeho manželky a čtvrtá je o jeho toulkách a cestách. Mezi osobní vzpomínky autor vkládá v souladu s klasickou čínskou estetikou lyrické popisy přírodních krás, ale realistické vylíčení soudobých rodinných a společenských vztahů i sevřená kompozice odlišuje tuto knihu od obdobných děl staré čínské literatury.

## Česká vydání
- Šest historií prchavého života, Plzákovo nakladatelství, Praha 1944, přeložil Jaroslav Průšek, znovu SNKLHU, Praha 1956.